# Леонтьев, Степан Георгиевич
Степан Георгиевич Лео́нтьев (14 июля 1878 — 15 ноября 1915) — русский офицер, герой Первой мировой войны, посмертно награждённый орденом Святого Георгия 3-й степени.

## Биография
Сын отставного офицера из рода Леонтьевых.
Окончил Александровский кадетский корпус и Михайловское артиллерийское училище (1897), откуда был выпущен в 4-й мортирный артиллерийский полк.
Обучался на интендантском курсе Николаевской академии Генерального штаба. Участвовал в русско-японской войне в составе 9-го мортирного артиллерийского дивизиона. В 1909 году был произведён в капитаны.
В начале Первой мировой войны командовал 8-й горной батареей 1-го Сибирского горного артдивизиона. Был награждён орденом Святого Георгия 4-й степени:
За бои 11 — 13 февраля 1915 года и проявленный им при этом героизм в качестве командира 8 горной батареи.
В 1915 году назначен командиром партизанского отряда Оренбургской казачьей дивизии. 15 ноября 1915 года погиб в бою при фольварке Невель. Посмертно был награждён орденом Святого Георгия 3-й степени:
За то, что, командуя партизанским отрядом Оренбургского казачьего войска и лично руководя действиями его при набеге на д. Невель, в ночь с 14-го на 15-е ноября 1915 года, совместно с другими отрядами, он, своей беззаветной храбростью и самообладанием, в самых опасных обстоятельствах, содействовал блестящему успеху набега, причем было уничтожено у неприятеля более 20-ти офицеров и 600 нижних чинов, 2 пушки, зарядные ящики и большие запасы инженерного и интендантского имущества; при руководстве партизанами подполковник Леонтьев, в разгар набега, был смертельно ранен вражеской пулей и смертью своей запечатлел содеянный им геройский подвиг.

## Награды
- Орден Св. Анны 4-й ст. (1905)
- Орден Св. Анны 3-й ст. с мечами и бантом (1905)
- Орден Св. Станислава 3-й ст. с мечами и бантом (1905)
- Орден Св. Станислава 2-й ст. (1911, мечи к ордену 9.09.1915, ВП 15.11.1916)
- Орден Св. Анны 2-й ст. с мечами (11.04.1915, ВП 25.04.1916)
- Орден Св. Георгия 4-й ст. (ВП 6.07.1915)
- Орден Св. Георгия 3-й ст. (ВП 9.07.1916)